# 120-й отдельный танковый батальон
120-й отдельный танковый батальон — воинская часть Вооружённых сил СССР в Великой Отечественной войне.

## История
Батальон сформирован 1 ноября 1941 года в Костерево.
В составе действующей армии с 10 ноября 1941 по 31 января 1942 года и с 24 мая 1942 по 10 августа 1942 года.
В начале ноября 1941 года переброшен под Тихвин, попав в состав 4-й отдельной армии.
Брошен в бой в ходе Тихвинской оборонительной операции юго-западнее Тихвина. С 19 ноября 1941 года в составе южной оперативной группы армии перешёл в наступление западнее Тихвина и в течение конца ноября-декабре 1941 года действует в ходе Тихвинской наступательной операции, вышел к концу декабря 1941 года в район Киришей, где в течение января 1941 года ведёт бои. 31 января 1942 года выведен на переформирование, 1 мая 1942 года вошёл в состав сформированной в Москве 156-й танковой бригады.
В конце мая 1942 года в составе бригады переброшен в район Купянска, где с 24 мая 1942 года участвует в боях по прорыву кольца окружения 6-й армии, а с 10 июня 1941 года участвует в тяжёлых оборонительных боях, затем отходит под ударами противника с конца июня 1942 года на Миллерово. Очевидно, избежал окружения у Миллерово, по крайней мере, частью личного состава, поскольку уже на 30 июня 1942 года во всей бригаде оставалось только 8 танков и личный состав эвакуировался в тыл.   
В сентябре 1942 года на базе бригады были сформированы 4-й танковый полк 35-й механизированной бригады, 156-й отдельный танковый полк и 47-й отдельный гвардейский танковый полк прорыва, для какого полка 120-й отдельный танковый батальон послужил основой, установить не удалось.

## Подчинение
| Дата            | Фронт (округ)            | Армия               | Корпус | Дивизия | Бригада                | Примечания |
| --------------- | ------------------------ | ------------------- | ------ | ------- | ---------------------- | ---------- |
| 01.11.1941 года | Московский военный округ | -                   | -      | -       | -                      | -          |
| 01.12.1941 года | -                        | 4-я отдельная армия | -      | -       | -                      | -          |
| 01.01.1942 года | Волховский фронт         | 4-я армия           | -      | -       | -                      | -          |
| 01.02.1942 года | Резерв Ставки ВГК        | -                   | -      | -       | -                      | -          |
| 01.03.1942 года | Московский военный округ | -                   | -      | -       | -                      | -          |
| 01.04.1942 года | Московский военный округ | -                   | -      | -       | -                      | -          |
| 01.05.1942 года | Московский военный округ | -                   | -      | -       | 156-я танковая бригада | -          |
| 01.06.1942 года | Юго-Западный фронт       | 38-я армия          | -      | -       | 156-я танковая бригада | -          |
| 01.07.1942 года | Юго-Западный фронт       | 38-я армия          | -      | -       | 156-я танковая бригада | -          |
| 01.08.1942 года | Сталинградский фронт     | 38-я армия          | -      | -       | 156-я танковая бригада | -          |